# Jinyuan Xiang (socken i Kina, Zhejiang)
Jinyuan Xiang (kinesiska: 金源乡, 金源) är en socken i Kina. Den ligger i provinsen Zhejiang, i den östra delen av landet, omkring 200 kilometer sydväst om provinshuvudstaden Hangzhou.
Genomsnittlig årsnederbörd är 2 542 millimeter. Den regnigaste månaden är juni, med i genomsnitt 518 mm nederbörd, och den torraste är oktober, med 41 mm nederbörd.